# 京都平野
京都平野（みやこへいや）とは、主に福岡県行橋市の中心部から京都郡東部・築上郡北部に広がる平野を指す。豊前平野とも。

## 地理
明確に範囲を定義することは出来ないが、カルスト台地で有名な平尾台の南東に位置し、行橋市、みやこ町、築上町北部にかけて広がる平野である。河川によって運ばれた堆積物によって形成された典型的な堆積平野である。行橋市南西部、みやこ町、築上町北部は田園地帯であり、農業が盛んである。今川、長峡川、祓川下流部には行橋市市街地を成し、城井川河口部には築上町の市街地を成す。

## 主な河川
- 今川
- 祓川
- 長峡川
- 城井川
- 岩丸川
- 小波瀬川
- 音無川